# Marblehead (Ohio)
Marblehead – wieś w Stanach Zjednoczonych, w stanie Ohio, w hrabstwie Ottawa.